# ヒカルド・カヴァウカンチ・メンデス
ヒカルジーニョ (Ricardinho) ことヒカルド・カヴァウカンチ・メンデス（Ricardo Cavalcante Mendes, 1989年9月4日 - ）は、ブラジル・サンパウロ出身のサッカー選手。ŁKSウッチ所属。ポジションはFW（センターフォワード）。

## クラブ歴
ECサント・アンドレの下部組織からトップチームに昇格。2010年にモジミリンECに移籍。翌年2月にポーランドのグルニク・ウェンチナに半年の期限付き移籍で加入。その後、ヴィスワ・プウォツクに完全移籍した。
2013年7月1日にモルドバのFCシェリフ・ティラスポリに移籍金35万ユーロで移籍。2014-15シーズンは前半14試合で11得点の活躍をしたが、FCベリスとFCコストゥレニがリーグから撤退するとこれらとの試合結果は無効とされ、自身の得点も2得点が抹消された。このシーズンはそれでも25試合20得点の結果を残し、得点王に輝いた。
2016年1月21日にUAEのアル・シャールジャに期限付き移籍。同年7月5日にシェリフ・ティラスポリに復帰した。
2017年6月16日に2年契約でセルビアのレッドスター・ベオグラードに加入し、背番号は89番を選んだ。UEFAヨーロッパリーグ 2017-18 予選のフロリアーナFC戦で先発し、移籍後初出場。UEFA主催大会を中心に出場し10試合1得点したものの、怪我のため同年12月に契約を解除した。
2018年1月11日に1年半契約でロシアのFKトスノに加入。同年のロシア・カップでは優勝したが、自身はベンチからの出場であった。
2018年7月18日、古巣のヴィスワ・プウォツクへ6年振りに復帰し2年契約を締結した。
2020年1月16日、ホール・ファカン・クラブと契約しUAEに復帰した。
2021年2月6日、ŁKSウッチと3年半の契約を締結し再びポーランドへ舞い戻った。

## タイトル
クラブ
シェリフ・ティラスポリ
- ディヴィジア・ナツィオナラ : 2013-14, 2016-17
- クパ・モルドヴェイ : 2014-15, 2016-17
- スーペルクパ・モルドヴェイ（英語版）: 2015

トスノ
- ロシア・カップ : 2017-18

個人
- ディヴィジア・ナツィオナラ得点王 : 2014-15（20得点）, 2016-17（15得点）